# 阿歷山迪亞足球1912體育會
阿歷山迪亞足球1912體育會（義大利語：Unione Sportiva Alessandria Calcio 1912），一般稱為阿歷山迪亞，意大利職業足球會，成立於1912年，位於亞歷山德利亞，現時於意丙作賽。球會曾於2003年破產，其後重組。

## 外部連結
- Official Website Lega Pro
- Datasport: results, rankings and news about the Lega Pro